# Сестерция
Сестерция в Древен Рим е бронзова (месингова) монета, равнявала се на два и половина аса, а четири сестерции се разменяли за един денарий. По времето на Републиката се сече като малка сребърна монета. След паричната реформа на Август сестерцията представлява монета от неблагороден метал с голям размер и много добра изработка и реалистични изображения. В III век сл. Хр. те губят от стойността си, качеството на изработката пада и те излизат от употреба. Днес императорските сестерции са едни от най-ценените монети сред колекционери и нумизмати.